# Bakel (Département)

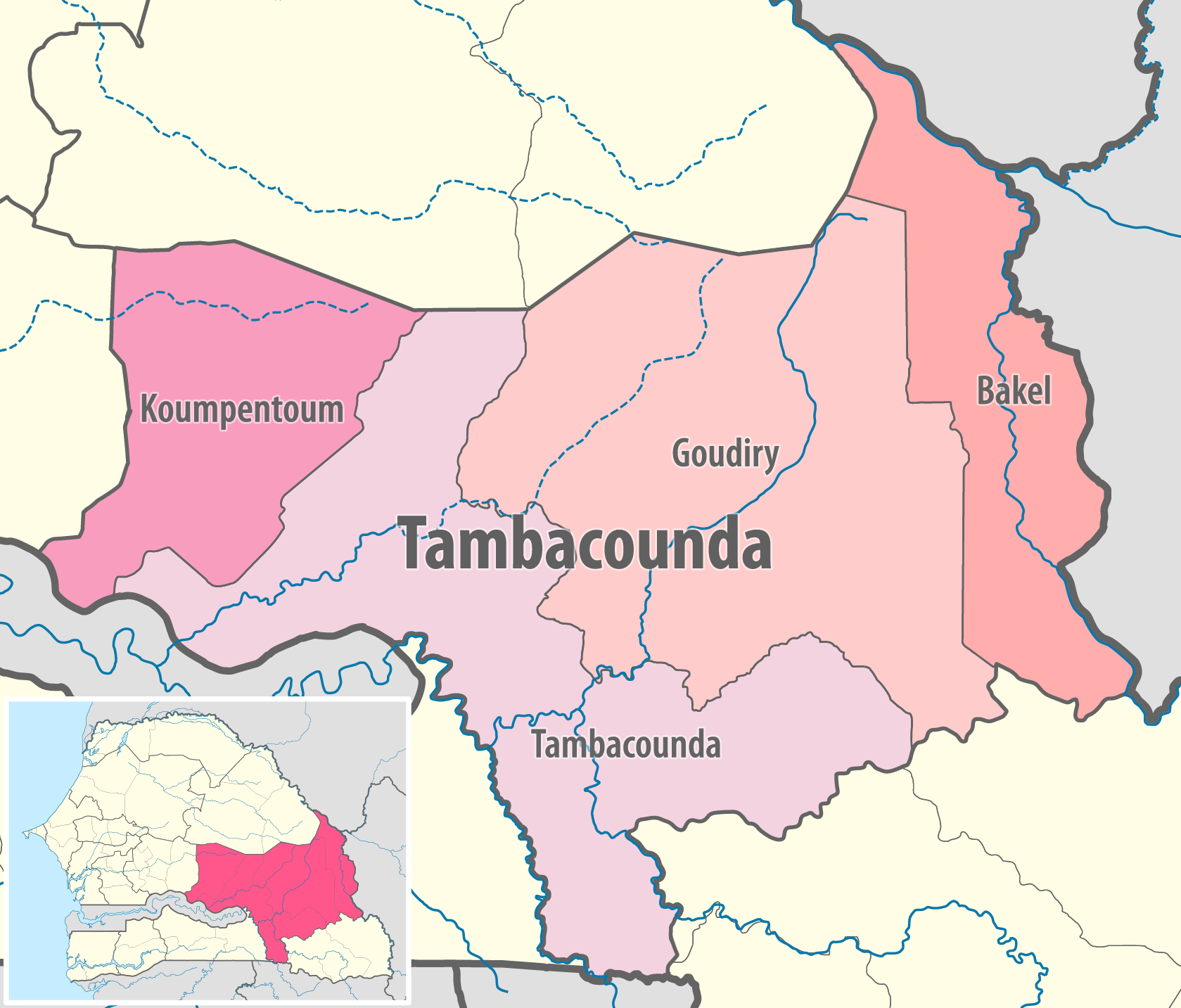
Département Bakel in der Region Tambacounda

Das Département Bakel ist eines von 45 Départements, in die der Senegal, und eines von vier Départements, in die die Region Tambacounda gegliedert ist. Es liegt im Südosten des Senegal mit der Hauptstadt Bakel.
Das Département Bakel hatte bis 2008 eine Fläche von 22.378 km². In diesem Jahr wurde aus dem Westteil durch Ausgliederung ein neues Département mit der Präfektur Goudiry geschaffen, sodass sich das Département Bakel auf 5378 km² verkleinert hat. Es gliedert sich wie folgt in Arrondissements, Kommunen (Communes) und Landgemeinden (Communautés rurales):
| Commune / Arrondissement | Communauté rurale | Einwohner 2013 |
| Bakel                    | —                 | 13.329         |
| Diawara                  | —                 | 7.540          |
| Kidira                   | —                 | 10.065         |
| Kénieba                  | Gathiary          | 3.039          |
| Kénieba                  | Madina Foulbé     | 2.323          |
| Kénieba                  | Sadatou           | 9.842          |
| Kénieba                  | Toumboura         | 3.483          |
| Bélé                     | Bélé              | 16.986         |
| Bélé                     | Sinthiou Fissa    | 8.326          |
| Moudéry                  | Ballou            | 21.345         |
| Moudéry                  | Gabou             | 19.002         |
| Moudéry                  | Moudéry           | 23.589         |
| Département              | —                 | 138.867        |